# 개성-문산 전투
개성-문산 전투(開城汶山戰鬪)는 한국 전쟁 발발일(1950년 6월 25일) 청단(靑丹), 연백(延白), 개성, 고랑포(高浪浦) 일대에서 한국군 제1사단이 제203전차연대로 증강된 북한군 제1사단 및 제6사단과 맞서 싸운 방어전투이다.
개전 직전, 한국군 제1사단 휘하에는 제11, 12, 13연대가 배속되어 있었다. 제12연대는 청단군에서 개성시까지 80 km, 제13연대는 개성부터 장단군 장남면 원당리까지 20km에 이르는 38선을 경비하고 있었고, 제11연대는 사단 예비로서 수색에 주둔하고 있었다. 북한군 제1사단과 제6사단이 포격과 그에 이어, 전차부대를 앞세워 38선을 넘어 전투를 개시하자 제 12연대는 초전(初戰)에 분산되어 개풍군 남단의 한강 최하류에서 강을 건너 김포반도(金浦半島)와 문산리로 철수하였다. 제11연대는 수색에서 문산으로 나아가, 임진강 방어선에서 북한군을 맞았다. 제13연대는 파주 파평산에서 북쪽을 향해 방어전을 펼쳤다. 다음날(6월 26일), 제1사단의 동쪽에 위치한 한국군 제 7사단이 후퇴함으로써 서쪽이 취약해지게 되고, 이 틈에 북한군 제6사단의 일제공격에 밀려, 제11연대는 임진강 방어선에서 물러났다. 또한 제13연대도 파평산에서 북한군에 저항하지 못하고 밀려났다. 이로써 1사단 지휘부는 봉일천에 주둔하게 된다. 제12연대를 좇아 북한군 제6사단은 김포와 서울 양천구까지 진출하였다.(6월 28일)

## 전투 준비

### 한국군
당시 방어계획의 전면적 수정에 따른 방어진지의 재편성으로 인하여 제1사단의 교육훈련 진도는 다른 사단에 비해 뒤떨어져 있었다. 즉 제 11, 12연대는 겨우 대대전술훈련을 시작한 상태였고 제13연대는 2개 대대가 대대전술훈련의 마지막 단계로 접어들었으며, 제1대대는 야외훈련을 위해 자하리(紫霞里)부근에서 야영 중에 있었다.
더욱이 북한측이 제기했다가 무산시킨 요인교환과 북한군의 공격 징후마저 포착되지 않았기 때문에 장병들의 경각심은 해이해져 있었다. 이런 사유로 사단에서는 6월 24일에 보직병력의 약 1/3을 휴가 보내고 나머지 병력의 1/3범위 내에서 외출과 외박을 실시하였다.
다시 말하면, 총병력의 57%가 부대를 떠난 상태이었으며, 제12연대의 경우 80여km에 이르는 방어 정면에 배치된 병력은 800여 명에 지나지 않았다. 제12연대 제3대대(대대장 소령 이무중(李茂重))는 서쪽으로는 청단군 금학리 부근의 하천인 읍천(邑川)에서부터 연안군과 배천군을 가로질러 동쪽으로는 예성강 동쪽의 개풍군 전포리(錢浦里) 까지의 직선거리 54 km 정면에 3개 중대를 일선으로 배치하고 산간소로 5개소에 경찰초소를 설치하여 경계임무를 수행하고 있었으나 초소간의 간격이 너무 넓어 횡적 연락과 상호지원이 불가능하였다. 제12연대 제2대대(대대장 소령 한순화(韓順華))는 서쪽으로는 예성강에서 개성 시가지 북쪽을 지나, 개성시 운학동 소재 청학동(靑鶴洞)을 거쳐 덕암리와 룡흥리 간의 소반고개까지 20km에 달하는 방어 정면에 3개 중대를 배치하고 있었다. 제13연대는 장풍군 영남면 대원리(大院里)~ 소반고개~판문점 북측 지역~ 두매리 ~ 조금리 ~ 고랑포리 ~ 원당리(元堂里)에 이르는 구간을 경비하고 있었다.
장비면에 있어서도 보유차량의 대부분이 육군본부 계획에 따라 기지창으로 후송되었으며, 제11연대의 경우에는 60mm 및 81mm 박격포를 비롯한 대부분의 공용화기를 부평의 병기대대로 후송한 실정이었다. 더구나 4월 22일 부임한 사단장 백선엽 대령은 부대사정을 소상히 파악하기도 전에, 6월 14일부터 시흥(始興)소재 보병학교에서 고급간부 재훈련교육을 받고 있었고, 최경록 제11연대장이 대리 근무를 하고 있었다.

### 북한군
북한군의 배치현황을 보면, 적성 북쪽의 △137로부터 서쪽으로 △282(대원리—송악산(개성) —△325(백천)—△120(연안 북쪽) —△98(청단 북쪽)등을 연하는 38˚선상의 감제지형을 따라 진지를 편성하고 특히 지역내의 개성시가를 완전히 감제할 수 있는 송악산과 그 주변 고지에 강력한 방어진지(방카)를 구축하여 남침의 발판을 굳히는 한편, 제1 · 제2 · 제3 경비여단을 엄호하듯 그 후방 남천에는 제1사단(사단장, 최광 소장)이 위치하여 그 예하에 제1, 제2, 제3연대와 포병연대를 두고 있었다. 제1사단 및 제6사단의 병력은 도합 21,000명 내외이며 장비 122m 유탄포 24문, 76mm 유탄포 72문, 45mm 대전차포 168문, 그 밖에 그들의 총사령부 직할의 제105기갑여단에서 지원된 제203전차연대의 전차 40대와 기타 자주포 32문이 이들 사단의 지원거리내에 집결된 것으로 추정되었다.

## 전투 과정
1950년 6월 25일 아침 7시경, 서울에 있던 사단장 백선엽 대령은 사단작전참모 김덕준 소령의 숨가쁜 전화를 받았다. "사단장 각하, 전방에서 적이 전면적으로 침공해 왔습니다. 개성이 대혼란에 빠져 있습니다. 개성은 벌써 점령되지 않았나 생각됩니다." 이것이 백선엽이 받은 6.25 전쟁에 대한 제1보였다.

### 청단-배천철수

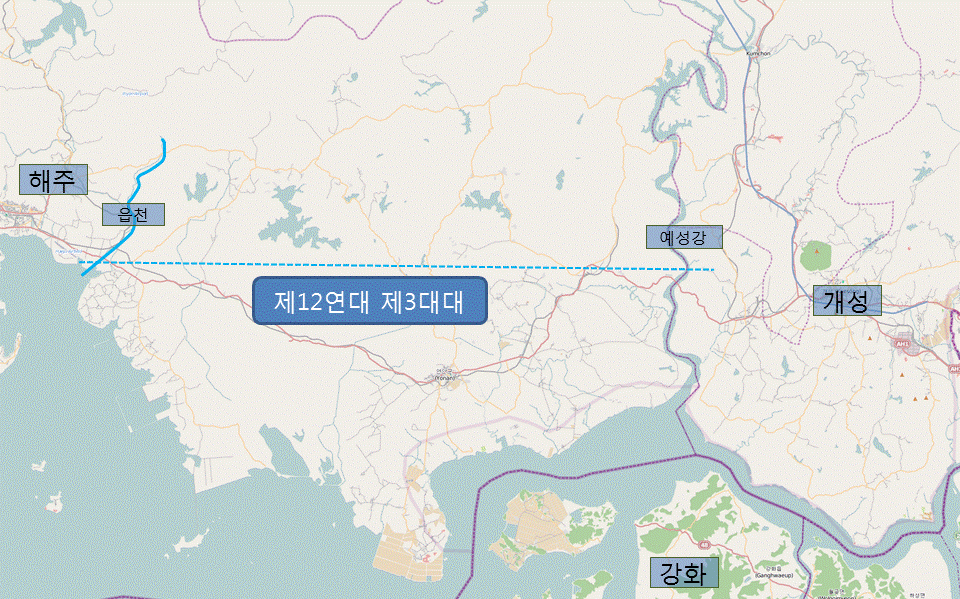
한국전쟁 직전, 제12연대 제3대대의 배치

제12연대 3대대가 지키는 청단~개풍 간 54 km 구역으로 공격을 개시한 북한군은 공격준비사격을 하지 않고 은밀히 접근하여 기습적인 사격을 가하는 동시에 대남방송을 통해 투항을 권고하는 것이었다.
이런 상황 하에서 3대대는 국지적으로 적을 지연시키다가 용매도(用媒島) → 청룡 반도(靑龍半島) → 백석포 → 강화도 → 김포반도를 경유하여 문산리로 철수하였으며, 일부 병력은 분산되었다.

### 개성 철수
조선인민군 제6사단(사단장 방호산 소장) 15연대(연대장 김현기(金顯基) 대좌)는 전차 5~6대의 선도하에 국도 제1호선을 따라, 제12연대 제2대대(대대장 소령 한순화(韓順華))가 방어하고 있는 개성 시내로 진격하였다. 이때 송악산 남쪽 무명고지에 배치된 제2대대 제6중대는 북한군의 공격준비사격이 집중되기 시작한 지 얼마되지 않아 중대장 백원담(白源淡) 중위가 전사하고 병력은 소대 또는 분대단위로 분산되었다. 개성 시내의 만월국민학교에는 전날(24일) 밤 11시쯤 국군복장으로 위장한 북한군 1개 대대 병력이 야영을 하고 있다가 밤이 깊어지자 시내를 삼삼오오 몰려다니며 우익인사들을 색출하고 있었다. 이들은 공격시간을 맞추기 위해 이미 내려와 있었던 것이다.
개풍군 여현리 일대를 경비하던 제2대대 제5중대도 개성이 함락된 상황을 확인하자 곧 소대 단위로 철수하였으며, 개성 송악산 비둘기고지에서 교전하던 제7중대도 방어진지를 지탱하지 못하고(7시경) 제2대대 전술지휘소가 위치한 개성시 선죽동 자남산(子男山)으로 철수하게 되었다.(9시경)
한편 제12연대장 전성호(全盛鎬) 대령은 이날 09:00쯤 상황을 종합 분석한 끝에 국도 제1호선이 차단되기 전에 임진강 철교를 통해 철수하기로 결심하였다. 때마침 제2대대는 개성 북쪽 일대에서 철수중인 병력을 수습하면서 제1대대가 배치된 개풍군 고남리(古南里)로 내려오고 있었다. 이 제2대대장(한순화)과 만난 연대장은 연대본부 및 제1대대가 철수할 수 있도록 제2대대가 적에게 일격을 가하라고 명령하였다.
연대예비인 제1대대가 손실 없이 보존되어 있어 즉각적으로 성과를 기대할 수 있는 반격이 가능한 데도 불구하고, 기습을 당해 만신창이가 된 철수부대인 제2대대에 연대장이 왜 이와 같은 임무를 부여했는 지의 의문은 아직도 풀리지 않고 있다.
전성호 연대장은 곧 연대본부와 직할대 및 제1대대를 지휘하여 고남리를 떠났으나, 이동 중 차량사고로 후송되고 그 후임으로 김점곤(金點坤) 중령이 부임하게 되었다.
제2대대장(한순화 소령)은 특공대를 편성하여 개성시내 남대문으로 접근하다가 행군대형을 갖추고 대기 중인 적을 기습한 후 영정포(領井浦)를 경유, 김포반도의 강녕포(康寧浦)로 도하하여 통진(通津)에서 재편성 중 26일 오전에 급편된 김포지구 전투사령부에 배속되었다.(→김포반도 전투)

### 문산 전투
수색에 주둔하고 있던 제11연대(연대장 대령 최경록(崔慶祿))는 6월 25일 08:30에 출동하여 11:00~15:00 사이에 열차를 이용, 문산으로 이동하였으나 이때 행군한 병력은 980명에 지나지 않았다.
적전리(赤田里)에 전술지휘소를 설치한 제11연대는 임진강철교 부근 마정리(馬井里)의 제1호 국도 좌우측에 제1대대를, 임진강 나루터 남쪽에 제 2대대를 배치하고 제3대대를 예비로 적전리에 집결 보유하였다. 이렇듯 연대가 방어배치하는 동안에 휴가, 외출 장병이 줄을 이어 귀대하였으므로 연대병력은 1,500명으로 증가되었다.
제11연대장은 개성지구의 제12연대 일부 병력이 임진강철교를 통해 철수한 상황을 확인한 후 백선엽 사단장에게 철교 폭파를 건의하여 사단공병이 폭약을 장전하고 점화하였지만 불발로 그쳐 실패하고 말았다. 이로써 북한군은 평양-개성-서울로 연결된 가장 양호한 경의도로를 주병참선으로 이용할 수 있게 되었다.
이 시점까지도 북한군 전차는 임진강 돌출부에 나타나지 않았다. 북한군은 애당초 남침계획을 수립하면서 한국군이 반드시 임진강철교를 폭파할 것이라고 판단한 듯 전차를 국도 제1호선 상에는 투입하지 않았던 것이다. 한국군이 주저항선을 거의 점령했을 때인 17:00경 철교 북쪽에서 전술행군대형으로 국도 제1호선을 따라 남하하는 대규모의 북한군과 치열한 총격전이 벌어졌으며 북한군은 임진강철교 부근에서 격퇴되었다.
그 뒤에도 북한군 제6사단 제15연대는 수차에 걸쳐 임진강철교를 확보하기 위한 공격을 반복하였으나 매번 실패하자 공격을 중단하고 한국군이 철교를 폭파하지 못하도록 방해하는 데 주력하는 것이었다.

### 파평산 전투

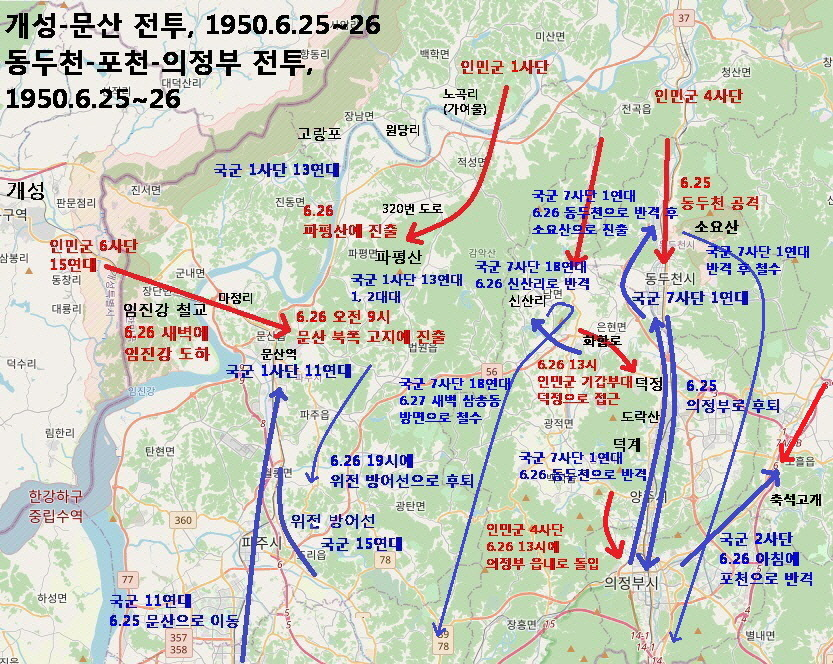
6월 25일~26일의 전황

제1사단의 우전방으로서, 개성부터 장단군 장남면 원당리까지 20km에 이르는 38선을 경비하고 있던 제13연대(연대장 대령 김익렬(金益烈))는 제 1, 2의 2개 대대를 파평면 파평산에 투입하여, 북한군이 백학면 노곡리 가여울 - 적성면 - 문산 도로를 따라 진출하게 될 것에 대비하여 방어태세를 갖추어 나갔다. 그러던 중 1개 대대 규모의 북한군이 고랑포, 자하리로 공격하다가 국군의 살상지대에서 격멸되었다.
날이 바뀐 6월 26일, 전날 밤부터 내리던 비가 그치자 파평산 북쪽 320번 도로상(청송로)에 북한군의 전차부대가 출현하였으며, 그 중 선두 5대가 파평산 북단으로 육박하였다. 이에 맞선 국군은 2.36인치 로켓포를 사격하였지만 전차의 특성도 모르는데다가 사격술마저 미숙하여 한 대의 전차도 파괴하지 못하였다.
제1대대장 김진위(金振暐) 소령은 18명을 선발하여 대전차특공조 2개 조를 편성하였다. 특공대원들은 81mm 박격포탄과 수류탄을 전선줄로 묶어 만든 급조폭탄을 안고 적 전차의 무한궤도 밑으로 앞을 다투어 뛰어들었다. 아군의 필사적인 육탄공격에 겁을 먹은 듯 적 전차 5대는 진출을 포기하고 도로변의 초가 옆에 정지하였다.
그런데 뜻밖에도 예광탄에 의해 초가집에 불이 나고 그 화염이 전차에 옮겨 붙었고 이 광경을 지켜본 후속 전차대는 적성으로 되돌아갔다. 얼마 후에 북한군 1개 연대규모가 공격을 개시하였으나 국군은 치열한 근접전을 펼치면서 끝까지 방어진지를 고수하였으며, 그 후 전장은 소강상태로 접어든 가운데 밤이 깊어갔다.

### 임진강 방어선의 붕괴
국군 제1사단은 후방에서 증원된 부대로 전투력이 대폭 증강된 것에 힘을 얻어 6월 26일에는 주저항선의 취약점을 보완하고 상황 진전을 보아가면서 반격으로 전환할 계획을 세우고 있었다.
그러나 우측(右側) 인접부대인 제7사단이 덕정(德亭)-축석령(祝石嶺)선으로 철수한 탓으로 제1사단의 우측방이 완전 노출되고 말았다. 이리하여 가여울-적성으로 진출한 북한군 제1사단은 아군의 저항이 전혀 없는 상황 아래에서 한국군 제 1사단의 주저항선을 우측방에서 공격할 수 있게 되었다.
뿐만 아니라 한국군의 임진강철교 폭파기도가 실패한 것을 확인한 북한군 제6사단은 문산 돌출부에 전차를 투입하고 6월 26일 이른 새벽에는 임진강철교를 통해 전차 5대를 앞세운 보·전·포 협동부대로 일제히 공격을 개시하였다.
이와 맞선 제11연대는 임진강철교로부터 남쪽으로 종심 깊게 편성한 방어지대에서 완강히 저항하였으나 전차와 대결할 수 있는 적절한 수단과 방법이 없어 문산 남쪽 구릉지대로 철수하지 않을 수 없었다.
이처럼 상황은 시간이 경과할수록 북한군에게 유리하게 전개되어 갔으나 문산 북쪽까지 진출한 적은 일단 진격을 멈추고 후속부대를 기다리고 있었다. 이때를 역습의 호기라고 간파한 제 11연대장은 배속된 보병학교 교도대대를 포함한 3개 대대를 동시에 투입하여 역습을 단행함으로써 지역 내의 적을 임진강철교 북쪽으로 격퇴하고 주저항선을 회복하였다.
바로 이 무렵 우측방의 제13연대는 파평산 방어진지의 노출된 우측방으로 육박한 적의 공격을 저지하지 못해 주저항선이 무너지고 전차를 앞세운 북한군 제1사단의 주공이 320번 도로를 따라 서진하면서 문산리를 위협하게 되었다.
이러한 상황추이를 지켜보던 사단장 백선엽 대령은 최후 저지선으로 철수하여 마지막 결전을 펼치면서 반격의 기회를 조성하기로 결심하였다.
이에 따라 제 1사단은 야간철수를 계획하였으나 북한군의 압박이 가중되어 위급한 국면이 전방 곳곳에서 전개되었고 더 이상 지체할 수 없게 된 국군은 철수명령을 하달하였고, 사단 전술지휘소를 봉일천국민학교로 이동 설치하였다.

## 결과 및 영향
북한군의 군단들은 6월 25일에 개성으로부터 그 남단에 있는 영정리(영정포)로 철수한 제12연대 2대대를 뒤따라 온 것으로 보이는 북한군 제6사단 예하의 부대로 추단되었는데, 이들은 한순화 소령이 이끄는 대대가 강화를 거쳐 김포반도 서단에 있는 통진으로 철수한 다음 다시 6월 27일에 김포-오류동 지역으로 나오게 되자 그 뒤를 이어 김포지역을 침공한 것으로 보였다.
그리하여 6월 28일 전에 행주와 개화동 일대의 개활지를 내려다 볼 수 있는 개화산과 김포 하성면 봉성리의 봉성산(129m)등을 점령하여 한강 하류 지역을 통제하는 한편, 신월동에 있는 지양산(138m)을 장악하여 김포 가도 주변지대를 선점하게 된 것이었다.
따라서 행주나루로 도하한 부대 중에서, 여러 부대가 혼성이 되어 질서를 찾지 못한 부대나 지휘자가 없는 부대는 이러한 북한군의 불시 사격에 직면하자 강변에 있는 갈대밭에 뛰어들어 끝내 각개행동으로 분산되기도 하였다.

## 같이 보기
- 김포반도 전투